# Derek Jacobi
Sir Derek George Jacobi CBE (/ˈdʒækəbi/; n. 22 octombrie 1938, Greater London, Anglia, Regatul Unit) este un actor englez și un regizor de teatru.
Jacobi s-a bucurat de o cariera de succes, jucând în piese precum Hamlet, Unchiul Vania și Oedip rege. A fost laureat al premiului Laurence Olivier de două ori, prima dată pentru interpretarea eroului omonim din Cyrano de Bergerac în 1983, iar a doua oară pentru Malvolio în A douăsprezecea noapte din 2009. De asemenea, a primit un premiu Tony pentru interpretarea sa din Mult zgomot pentru nimic în 1984 și un Premiu Emmy pentru Al zecelea om (1988). Printre alte roluri jucate se numără Octavius Cezar, Eduard al II-lea, Richard al III-lea și Thomas Becket.
Pe lângă faptul că este membru fondator al Teatrului Național Regal și a câștigat mai multe premii de teatru prestigioase, Jacobi s-a bucurat, de asemenea, o carieră de succes în televiziune, în seriale apreciate de critici precum adaptarea lui Robert Graves Eu, Claudiu (1976), pentru care a câștigat un BAFTA; în rolul principal din serialul medieval Cadfael (1994-1998), ca Stanley Baldwin în The Gathering Storm (2002), Stuart Bixby în seria de comedie Vicious (2013-2016) și Alan Buttershaw în Ultimul Tango în Halifax (2012-2016). Jacobi a jucat, de asemenea, o variantă a Maestrului în seria SF Doctor Who.
A jucat în filme precum Ziua Șacalulului (1973), Henric al V-lea (1989), Înviat din morți (1991), Gladiatorul (2000), Gosford Park (2001), Enigma (2007), Discursul regelui (2010), O săptămână cu Marilyn (2011), Cenușăreasa (2015) și Crima din Orient Express (2017).
El a fost numit Sir în 1994 și a devenit membru al Ordinului danez Dannebrog.

## Filmografie
- 1973 Ziua șacalului (The Day of the Jackal), regia Fred Zinnemann
- 1974 Dosarul Odessa (The Odessa File), regia Ronald Neame

### Film
| An   | Titlu                                                    | Rol                        | Note           |
| ---- | -------------------------------------------------------- | -------------------------- | -------------- |
| 1965 | Othello                                                  | Cassio                     |                |
| 1968 | Interlude                                                | Paul                       |                |
| 1970 | Three Sisters                                            | Andrei                     |                |
| 1973 | The Day of the Jackal                                    | Caron                      |                |
| 1973 | Blue Blood                                               | Gregory                    |                |
| 1974 | The Odessa File                                          | Klaus Wenzer               |                |
| 1978 | The Medusa Touch                                         | Townley                    |                |
| 1979 | The Human Factor                                         | Arthur Davis               |                |
| 1981 | Charlotte                                                | Daberlohn                  |                |
| 1982 | The Secret of NIMH                                       | Nicodemus                  | Voce           |
| 1982 | Enigma                                                   | Kurt Limmer                |                |
| 1985 | Cyrano de Bergerac                                       | Cyrano de Bergerac         |                |
| 1987 | Little Dorrit                                            | Arthur Clennam             |                |
| 1989 | Henry V                                                  | Chorus                     |                |
| 1990 | The Fool                                                 | Mr. Frederick/Sir John     |                |
| 1991 | Dead Again                                               | Franklyn Madson            |                |
| 1996 | Looking for Richard                                      | Himself                    |                |
| 1996 | Hamlet                                                   | Claudius                   |                |
| 1998 | Basil                                                    | Father Frederick           |                |
| 1998 | Love Is the Devil: Study for a Portrait of Francis Bacon | Francis Bacon              |                |
| 1999 | Molokai: The Story of Father Damien                      | Father Leonor Fousnel      |                |
| 2000 | Up at the Villa                                          | Lucky Leadbetter           |                |
| 2000 | Gladiator                                                | Gracchus                   |                |
| 2001 | The Body                                                 | Father Lavelle             |                |
| 2001 | Revelation                                               | Librarian                  |                |
| 2001 | Gosford Park                                             | Probert                    |                |
| 2001 | The Diaries of Vaslav Nijinsky                           | Nijinsky                   |                |
| 2002 | Revengers Tragedy                                        | The Duke                   |                |
| 2002 | Two Men Went to War                                      | Major Merton               |                |
| 2004 | Strings                                                  | Nezo                       |                |
| 2005 | Bye Bye Blackbird                                        | Lord Dempsey               |                |
| 2005 | Nanny McPhee                                             | Mr. Wheen                  |                |
| 2006 | Underworld: Evolution                                    | Alexander Corvinus         |                |
| 2007 | Airlock Or How To Say Goodbye In Space                   | President                  |                |
| 2007 | The Riddle                                               | Charles Dickens            |                |
| 2007 | The Golden Compass                                       | Magisterial Emissary       |                |
| 2008 | A Bunch of Amateurs                                      | Nigel                      |                |
| 2008 | Adam Resurrected                                         | Dr. Nathan Gross           |                |
| 2009 | Morris: A Life with Bells On                             | Quentin Neely              |                |
| 2009 | Endgame                                                  | Rudolf Agnew               |                |
| 2009 | Charles Dickens's England                                | Himself                    |                |
| 2010 | Hippie Hippie Shake                                      | Judge                      |                |
| 2010 | The King's Speech                                        | Cosmo Gordon Lang          |                |
| 2010 | Hereafter                                                | Himself                    |                |
| 2011 | Ironclad                                                 | Cornhill                   |                |
| 2011 | There Be Dragons                                         | Honorio                    |                |
| 2011 | Anonymous                                                | Narrator                   |                |
| 2011 | My Week with Marilyn                                     | Sir Owen Morshead          |                |
| 2012 | Jail Caesar                                              | Sulla                      |                |
| 2013 | Effie Gray                                               | Travers Twiss              |                |
| 2014 | Grace of Monaco                                          | Count Fernando D'Aillieres |                |
| 2015 | Cinderella                                               | The King                   |                |
| 2016 | The History of Love                                      | Léo Gursky                 |                |
| 2017 | Stratton                                                 | Ross                       |                |
| 2017 | Murder on the Orient Express                             | Edward Masterman           |                |
| 2018 | Tomb Raider                                              | Mr. Yaffe                  |                |
| 2019 | Swords and Sceptres                                      | Lord Palmerston            |                |
| 2019 | Tolkien                                                  | Prof. Joseph Wright        |                |
| 2019 | Horrible Histories: The Movie – Rotten Romans            | Claudius                   |                |
| 2020 | Come Away                                                | Mr. Brown                  |                |
| 2020 | The Host                                                 | Dr. Hobson                 |                |
| TBA  | A Bird Flew In                                           |                            | Post-producție |
| TBA  | Lead Heads                                               |                            | Filmări        |

### Televiziune
| An           | Titlu                                 | Rol                        | Note                                                     |
| ------------ | ------------------------------------- | -------------------------- | -------------------------------------------------------- |
| 1961         | BBC Sunday-Night Play                 | Charles Marlow             | Episodul: She Stoops the Conquerer                       |
| 1962         | Armchair Theatre                      | Eric                       | Episodul: The Fishing Match                              |
| 1967         | Much Ado About Nothing                | Don John                   | film TV                                                  |
| 1968         | ITV Playhouse                         | Jerry                      | Episodul: The Photographer                               |
| 1971         | The Rivals of Sherlock Holmes         | William Drew               | Episodul: The Secret of the Foxhunter                    |
| 1972         | Man of Straw                          | Diederich Hessling         | 6 episoade                                               |
| 1972         | The Strauss Family                    | Joseph Lanner              | 2 episoade                                               |
| 1972         | Budgie                                | Herbert Fletcher           | 2 episoade                                               |
| 1974         | The Pallisers                         | Lord Fawn                  | 8 episoade                                               |
| 1975         | Affairs of the Heart                  | Bertram Braddle            | Episodul: Elizabeth                                      |
| 1976         | I, Claudius                           | Claudius                   | 12 episoade                                              |
| 1977         | Philby, Burgess and MacLean           | Guy Burgess                | film TV                                                  |
| 1978         | Tycoon                                | Timothy West               | Episodul: What Price a Life                              |
| 1978         | Jackanory                             | Narrator                   | 5 episoade reading 'Tales from Tartary' by James Riordan |
| 1978         | Richard II                            | Richard II                 | BBC-TV                                                   |
| 1979         | Minder                                | Freddie Fenton             | Episodul: The Bounty Hunter                              |
| 1980-1982    | Tales of the Unexpected               | Drioli                     | 2 episoade                                               |
| 1980         | Hamlet                                | Hamlet                     | film TV                                                  |
| 1982         | The Hunchback of Notre Dame           | Frollo                     | film TV                                                  |
| 1982         | Inside the Third Reich                | Adolf Hitler               | film TV                                                  |
| 1982         | Tales of the Unexpected               | Performer                  | 2 episoade                                               |
| 1985         | Cyrano de Bergerac                    | Cyrano de Bergerac         | film TV                                                  |
| 1986         | Mr Pye                                | Mr. Pye                    | 4 episoade                                               |
| 1986         | David Macaulay: Cathedral             | Pierre                     | film TV                                                  |
| 1987         | The Secret Garden                     | Archibald Craven           | film TV                                                  |
| 1988         | The Tenth Man                         | The Imposter               | film TV                                                  |
| 1990         | The Civil War                         | Various                    | 9 episoade                                               |
| 1990         | The Storyteller                       | Daedalus                   | 1 episod                                                 |
| 1992         | Aladdin                               | The Magician               | Voce, film TV                                            |
| 1993         | The World of Peter Rabbit and Friends | Mr Jeremy Fisher           | 1 episode                                                |
| 1994–98      | Cadfael                               | Brother Cadfael            | 13 episoade                                              |
| 1994         | The Secret Garden                     | Archibald Craven           | Voice, film TV                                           |
| 1996         | Breaking the Code                     | Alan Turing                | film TV                                                  |
| 2000         | The Wyvern Mystery                    | Squire Fairfield           | film TV                                                  |
| 2000         | Jason and the Argonauts               | Phineus                    | film TV                                                  |
| 2001         | Frasier                               | Jackson Hedley             | Episodul: The Show Must Go Off                           |
| 2002         | The Jury                              | George Cording QC          | 6 episoade                                               |
| 2002         | The Edwardian Country House           | The Narrator               | Toate episoadele                                         |
| 2002         | The Gathering Storm                   | Stanley Baldwin            | film TV                                                  |
| 2003         | Henry VIII                            | Narator                    | Voce, Serial TV                                          |
| 2004         | London                                | Tacitus                    | film TV                                                  |
| 2004         | The Long Firm                         | Lord Edward Thursby        | 2 episoade                                               |
| 2004         | Marple                                | Colonel Protheroe          | Episodul: The Murder at the Vicarage                     |
| 2007         | Doctor Who                            | The Master / Profesor Yana | Episodul: Utopia                                         |
| 2007         | The Old Curiosity Shop                | Bunic                      | film TV                                                  |
| 2007–09      | Mist: The Tale of a Sheepdog Puppy    | Narator                    | 38 episoade                                              |
| 2007–09      | In the Night Garden...                | Narrator                   | 100 episoade                                             |
| 2011         | The Borgias                           | Cardinal Orsini            | 2 episoade                                               |
| 2012         | Titanic: Blood and Steel              | William Pirrie             | 12 episoade                                              |
| 2012—present | Last Tango in Halifax                 | Alan Buttershaw            | 5 series - 24 episoade, BBC                              |
| 2013–16      | Vicious                               | Stuart Bixby               | 2 series - 14 episoade, PBS                              |
| 2016         | The Amazing World of Gumball          | Moon                       | Episodul: Night                                          |
| 2016         | Inside No. 9                          | Dennis Fulcher             | Episodul: The Devil of Christmas                         |
| 2017         | A Christmas Carol Goes Wrong          | Scrooge / Rolul său        | film TV                                                  |
| 2018         | Les Misérables                        | Bishop                     | Episodul: #1.1                                           |
| 2019         | Good Omens                            | Metatron                   | Episodul: Saturday Morning Funtime                       |
| 2019         | The Crown                             | Ducele de Windsor          | Episodul: Dangling Man                                   |

## Legături externe
- en Derek Jacobi la Internet Broadway Database
- Derek Jacobi la Internet Movie Database
- Derek Jacobi  la Screenonline (British Film Institute)